# Reshef Patera
La Reshef Patera è una struttura geologica della superficie di Io.